# Swin Cash
Swintayla Marie Cash (* 22. September 1979 in McKeesport, Pennsylvania, Vereinigte Staaten) ist eine professionelle Basketball-Spielerin. Zuletzt spielte sie in der Saison 2016 für die New York Liberty in der Women’s National Basketball Association.
Nach Titelgewinnen während ihrer Collegezeit wurde Cash in der WNBA Draft 2002 von den Detroit Shock an zweiter Stelle der Draft ausgewählt. In ihrer zweiten WNBA-Saison gewann sie mit den Shock ihren ersten Meistertitel. Weitere Titel folgten im Jahr 2006 mit den Shock sowie 2010 mit den Seattle Storm.
Cash wurde 2020 als Spielerin in die Women’s Basketball Hall of Fame aufgenommen, 2021 unter die 25 Greatest Players in WNBA History gewählt und 2022 in die Naismith Memorial Basketball Hall of Fame aufgenommen.

## Karriere

### High School
In ihrer Jugendzeit besuchte Cash die McKeesport Area High School in McKeesport, Pennsylvania und spielte für deren High-School-Basketballmannschaft.

### College (1998 bis 2002)
Cash studierte von 1998 bis 2002 an der University of Connecticut und beendete ihr Studium mit einem Abschluss in Kommunikationswissenschaft. In dieser Zeit spielte sie auch für die Damen-Basketballmannschaft der Universität, die Huskies. Insgesamt absolvierte Cash vier Saisons für die Huskies, mit denen sie 2000 und 2002 bei den Meisterschaften der National Collegiate Athletic Association siegte. Beim Gewinn der NCAA Division I Basketball Championship 2002 siegte Cash bei allen Saisonspielen mit den Huskies.

### Vereinsbasketball

#### WNBA (seit 2002)
Swin Cash wurde in der WNBA Draft 2002 von den Detroit Shock an der zweiten Stelle gezogen. In der Saison 2003 konnte sie erstmals mit den Shock die WNBA-Meisterschaft gewinnen. Außerdem wurde sie zum ersten Mal ins Eastern-All-Star Team einberufen. In der Saison 2006 konnte sie bereits zum zweiten Mal mit Detroit die WNBA-Meisterschaft gewinnen. Da es am Ende ihrer Zeit bei Detroit immer wieder zu Auseinandersetzungen mit dem Shock-Cheftrainer Bill Laimbeer kam, wurde sie am 19. Februar 2008 zu den Seattle Storm für einen Draft Pick transferiert.
Während ihrer Zeit in Seattle konnte sie weitere Erfolge erzielen, so gewann sie 2010 ihre dritte WNBA-Meisterschaft. Zudem wurde sie 2009 und 2011 von den Fans in die Startformation des All-Star Games gewählt. In beiden Spielen wurde sie zur wertvollsten Spielerin des All-Star Games gewählt. In ihrer letzten Saison für die Storm wurde sie noch in das WNBA All-Defensive Second Team gewählt. Am 2. Januar 2012 wurde sie im Austausch für einen Erstrunden-Pick im WNBA Draft 2012 und Le'coe Willingham zu den Chicago Sky transferiert.
In den Saisons 2012 und 2013 stand sie im Kader der Sky. Während dieser Zeit stand sie in allen 68 Spielen in der Startformation und trug 2014 ihren Anteil zum erstmaligen Einzug des Teams in die Playoffs bei.
Zu Beginn der Saison 2014 stand sie im Team der Atlanta Dream. Während der Saison wechselte sie zu den New York Liberty, für die sie auch die Saisons 2015 und 2016 bestritt. Dort traf sie wieder auf ihren ehemaligen Cheftrainer Bill Laimbeer. Nachdem die Liberty sich 2014 nicht für die Playoff qualifizieren konnten, scheiterte Cash mit dem Team 2015 und 2016 jeweils in der zweiten Playoffrunde.
Nach der Saison 2016 bestritt sie keine Spiele in der WNBA. Bis zu diesem Zeitpunkt bestritt sie in 15 WNBA-Saisons in der regulären Saison 479 Spiele, dabei stand sie 432 Mal in der Startformation und erzielte 5119 Punkte, 2521 Rebounds und 1133 Assists. In 56 Playoff-Partien (davon 53 in der Startformation) erzielte sie 556 Punkte, 272 Rebounds und 138 Assists.

#### International
Cash spielte während der WNBA-Saisonpausen auch für verschiedene Vereine in Europa, wie beispielsweise in der Saison 2003/04 für die russische Mannschaft VBM-SGAU Samara. Zudem spielte sie in der Saison 2008/09 für die ZVVZ USK Prague.

### Nationalmannschaft
Cash holte mit dem US-amerikanischen Damen-Basketballteam bei den Olympischen Spielen 2004 in Athen die Goldmedaille. Diesen Erfolg konnte sie mit dem US-Team 2012 in London wiederholen. Bei der Basketball-Weltmeisterschaft 2010 gewann sie mit dem Nationalteam die Goldmedaille. Die US-Amerikanerinnen gewannen dabei alle neun Spiele. Außerdem gewann sie bei den Amerikameisterschaften 2007 mit dem US-Team ebenfalls die Goldmedaille.